# Белые Альбатросы
«Белые Альбатросы» (словац. Biele Albatrosy) — пилотажная группа словацких ВВС. Группа летала на восьми учебных самолётах Aero L-39 Albatros. Расформирована в 2004 году.

## История
Группа была образована в 1991 году на авиабазе в Кошице. Выступала на многих авиасалонах Европы. Однако, в 2004 году в связи с расформированием авиационного подразделения в Кошице, группа была ликвидирована.

## Галерея

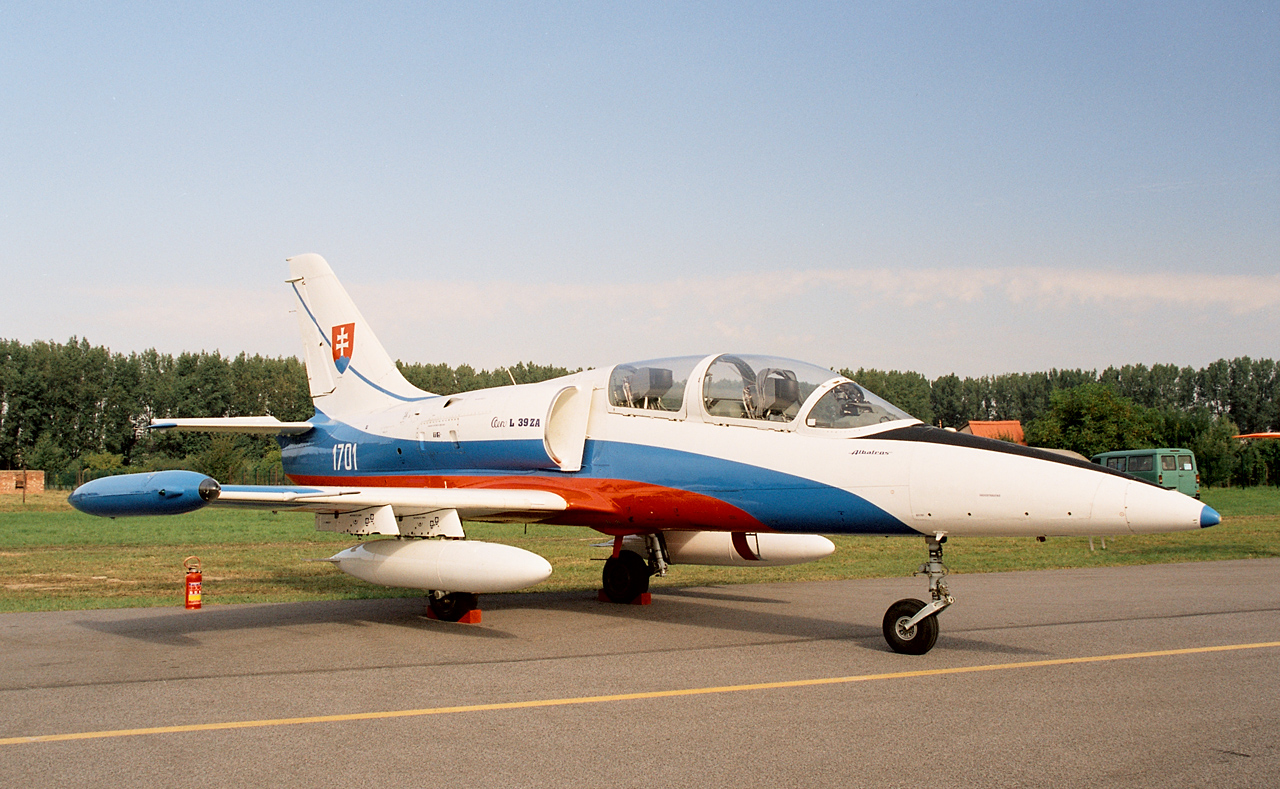